# Guilbert (inslagkrater)
Guilbert is een inslagkrater op Venus. Guilbert werd in 1991 genoemd naar de Franse zangeres Yvette Guilbert (1865-1944).
De krater heeft een diameter van 25,5 kilometer en bevindt zich in het quadrangle Lada Terra (V-56).